# 589-es busz
Az 589-es busz a budapesti agglomerációban közlekedő helyközi járat, Nyáregyháza helyi járata, mely Felsőnyáregyházát és Szentimretelepet is érinti. 2016. október 2-áig 2241-es jelzéssel közlekedett.

## Megállóhelyei
| 0  | Felsőnyáregyháza, autóbusz-forduló végállomás | 586, 588      |
| 1  | Felsőnyáregyháza, vasúti elágazás             | 586, 588      |
| *  | Szentimretelep, bejárati út                   | 586, 588      |
| *  | Szentimretelep, autóbusz-forduló              | 586, 588      |
| 3  | Szentimretelep, bejárati út                   | 586, 588      |
| 7  | Nyáregyháza, községháza végállomás            | 586, 590, 595 |
| 9  | Nyáregyháza, óvoda                            | 590, 595      |
| 11 | Nyáregyháza, Mátyás király út                 | 590, 595      |
| *  | Szentimretelep, bejárati út                   | 586, 588      |
| *  | Szentimretelep, autóbusz-forduló              | 586, 588      |
| 15 | Szentimretelep, bejárati út                   | 586, 588      |
| 17 | Felsőnyáregyháza, vasúti elágazás             | 586, 588      |
| 18 | Felsőnyáregyháza, autóbusz-forduló végállomás | 586, 588      |

*Ezeket a megállókat Felsőnyáregyháza felé csak néhány járat érinti. A teljes útvonalon csak két járat megy végig.